# Cimetière militaire britannique de la Baraque
Le cimetière militaire britannique de la Baraque (La Baraque British Cemetery) est un cimetière militaire de la Première Guerre mondiale situé sur le territoire de la commune de Bellenglise dans le département de l'Aisne. Il est situé à 800 m au nord-est du village sur la route menant à Joncourt.

## Historique
Tous les soldats inhumés dans ce cimetière sont tombés dans la période du 29 septembre au 8 octobre 1918 lors de la prise de Bellenglise par la 46e Division (North Midland) dont le mémorial s'élève à 400 mètres au sud en bordure de la D 1044.

## Caractéristique
Il y a maintenant plus de 59 victimes de la guerre de 1914-1918 commémorées sur ce site. Parmi ceux-ci, un petit nombre n'est pas identifié; tous sont tombés dans la période du 29 septembre au 8 octobre 1918 et trois d'entre eux ont été apportés du cimetière de Pontru en 1925. Le cimetière couvre une superficie de 342 mètres carrés et est entouré par un mur de moellons.

## Galerie

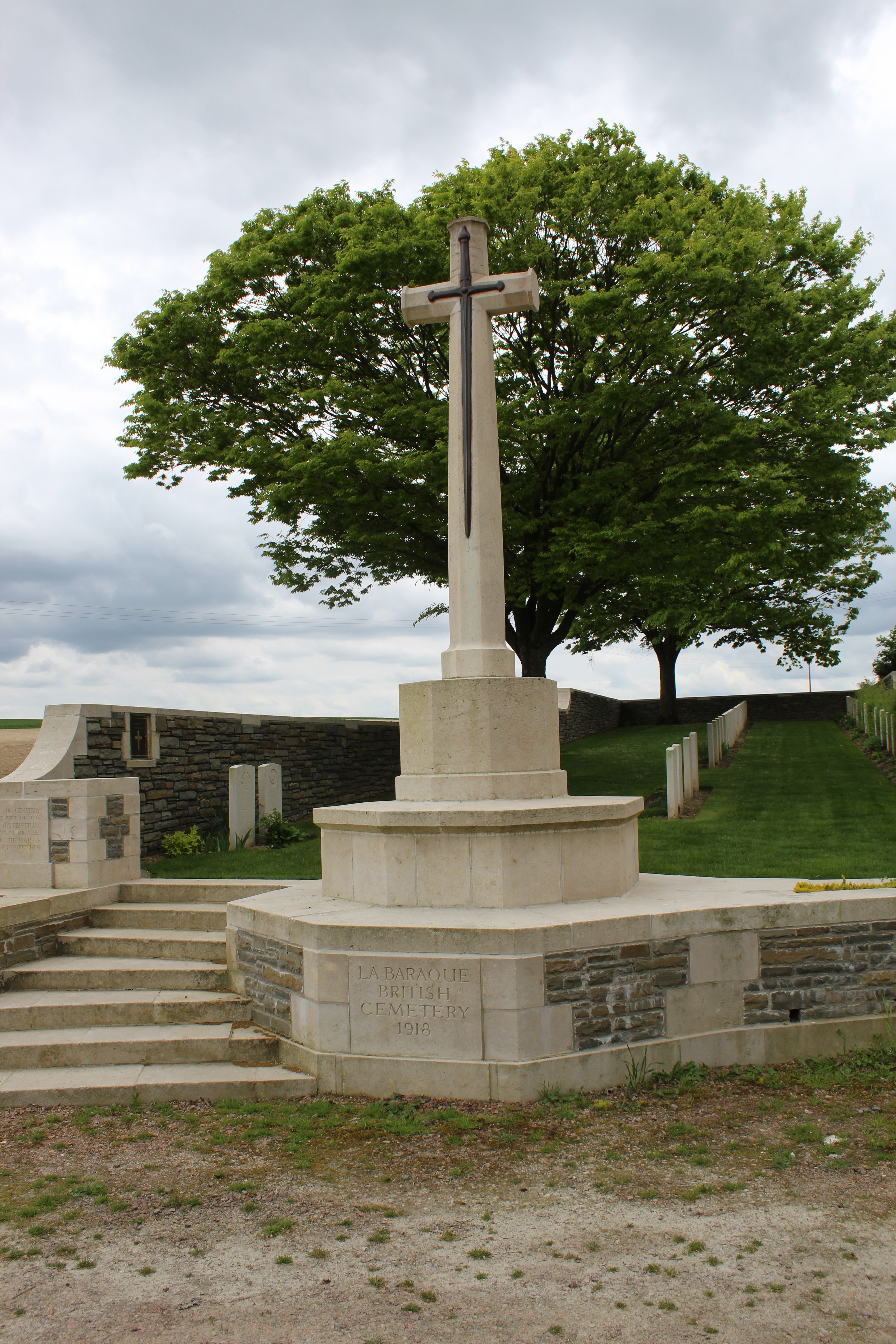
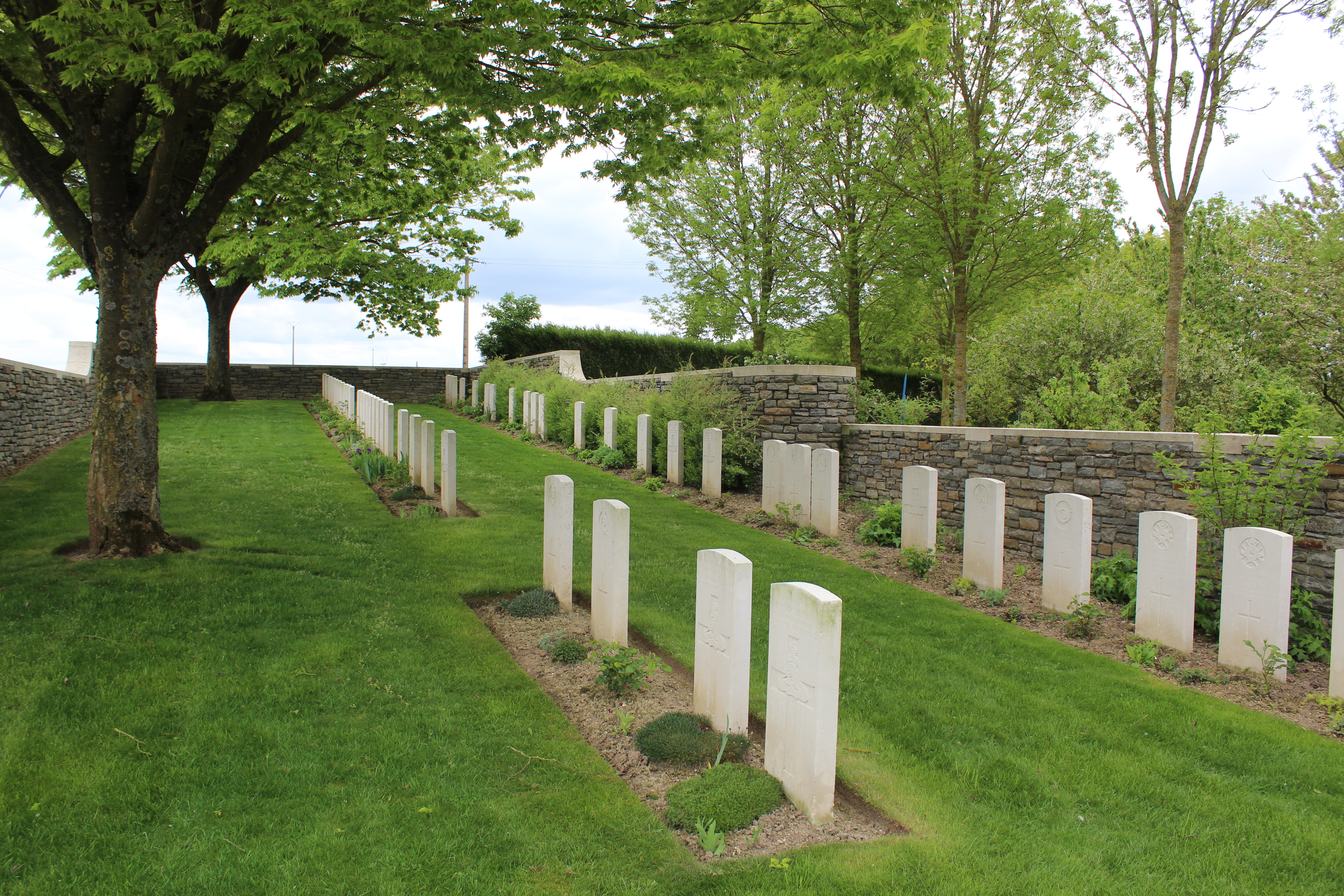
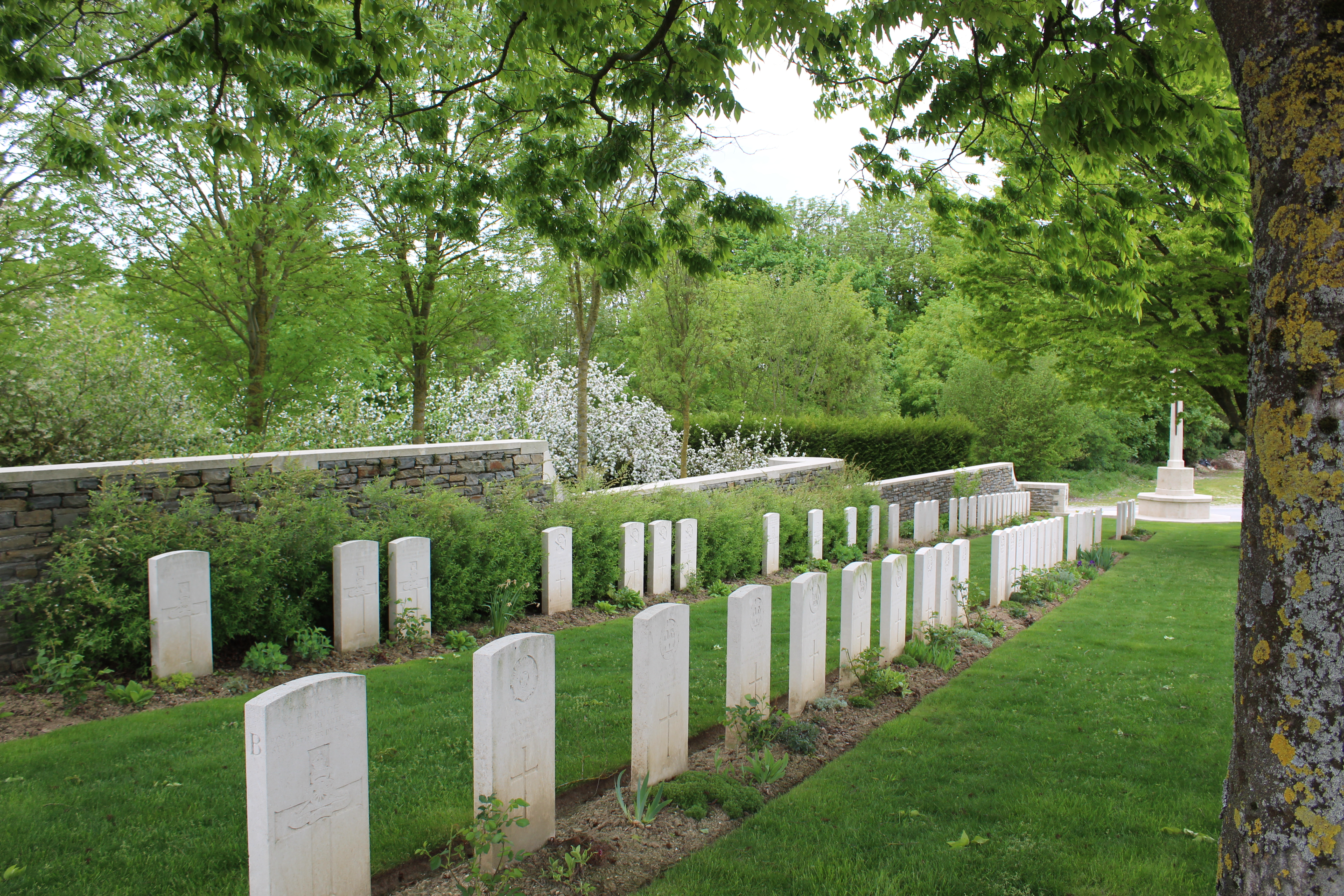

## Tombes
| Pays        | Tombes |
| ----------- | ------ |
| Royaume-Uni | 59     |